# Мут-Ашкур
Мут-Ашкур — правитель стародавнього міста-держави Ашшура у XVIII столітті до н. е.
Дослідники припускають, що Мут-Ашкур і його спадкоємці правили не в Ашшурі, а лише володіли Екаллатумом (в районі сучасної Хан-Шуреймії), імовірно, паралельно з Ашшур-дугулем та його спадкоємцями, які правили в Ашшурі. Мут-Ашкур був, імовірно, посаджений на престол як маріонетка Еламу.